# David Gruby

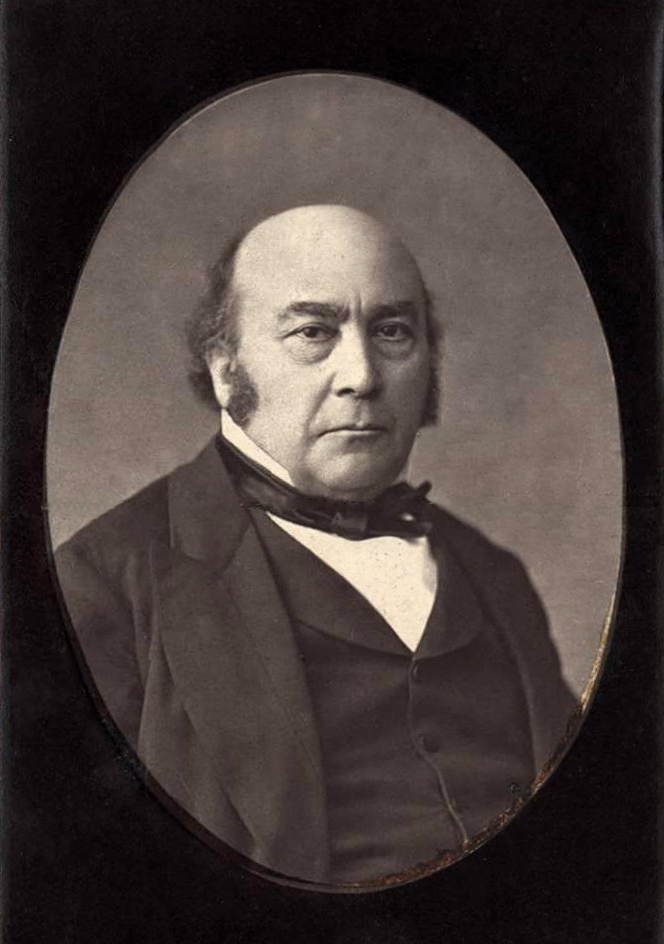
David Gruby, um 1880

David Gruby (* 20. August 1810 in Kiskér; † 14. November 1898 in Paris) war ein ungarisch-österreichischer Pathologe und Mykologe.

## Leben
David Gruby, der Sohn des Kleinbauern Menachem Mendel Gruby, besuchte in Pest die Piaristenschule und studierte von etwa 1831 bis 1836 in Wien Medizin. Er war Schüler des Wiener Anatomen Joseph Berres und bildete sich bei Carl von Rokitansky in pathologischer Anatomie weiter. Er promovierte 1839 mit der Schrift Observationes microscopiae ad morphologiam pathologicam spectantes. Eine Einstellung an der Wiener Universität wurde von einem Übertritt vom jüdischen Glauben zum Christentum abhängig gemacht, so dass sich Gruby zunächst durch Privatunterricht im Mikroskopieren über Wasser hielt. Einer seiner Schüler, Philibert-Joseph Roux, empfahl Gruby nach Paris zu gehen, wo dieser dann ein Privatlabor für Mikroskopie, Physiologie und pathologische Anatomie unterhielt.
Gruby entdeckte verschiedene Dermatophyten und ist Erstbeschreiber der Gattung Microsporum. Anfang der 1840er Jahre erforschte er klinische, epidemiologische und mykologische Details über den Erbgrind, weshalb er auch als Begründer der Dermatomykologie (Hautpilzkunde) gilt. Er beschrieb auch das Eindringen von Microsporum audouinii von außen in das Haar (ektotrich) bei Tinea capitis und Tinea barbae und das Wachstum innerhalb des Haares (endotrich) von Trichophyton tonsurans. Zudem prägte Gruby den Gattungsnamen Trypanosoma und erkannte Candida albicans als Erreger des Soors.